# Zonder gezicht
Zonder gezicht è un singolo della cantautrice olandese Froukje, pubblicato il 18 marzo 2022 come secondo estratto dal secondo EP Uitzinnig.
Il brano vede la partecipazione della cantautrice olandese S10.

## Descrizione
Il brano è stato scritto da Froukje Veenstra, Stien den Hollander e Jens van der Meij e prodotto da Jens van der Meij. Le sonorità del brano, tipiche dell'elettropop e del dance pop, presentano influenze che richiamano l'hip hop. Nonostante il suo suono leggero, il pezzo ha un significato profondo, derivante da un'esperienza personale dell'artista; Froukje si è trovata in una situazione dove ha avuto una conversazione significativa con un ragazzo che le ha confidato un segreto, arrivando a sentire un forte legame con lui. Tuttavia, dopo essersi rincontrati qualche tempo dopo, lui non l'ha riconosciuta più, trattandola come se fosse una "persona senza volto".
Il contributo di S10 è stato aggiunto al brano in un secondo momento; dopo aver ascoltato Zonder gezicht durante un'esibizione dal vivo, S10 ha chiesto a Froukje se potesse aggiungere qualche strofa alla canzone. Poiché le due artiste hanno lo stesso manager, la comunicazione tra di loro è stata fluida. Questo incontro ha segnato la prima collaborazione delle due cantanti in un singolo di successo.

## Video musicale
Il videoclip del brano è stato diretto da Cas Mulder e Simon Becks. Le riprese trasportano lo spettatore in un viaggio al di fuori della civiltà, dove un gruppo di giovani nomadi con un cane robot al seguito sono alla ricerca di una libertà senza limiti. Attraverso questo interminabile viaggio su strada, le due artiste offrono una visione dalle sembianze quasi postapocalittiche del futuro.

## Tracce
Testi di Froukje Veenstra, Stien den Hollander e Jens van der Meij, musiche di Jens van der Meij.
1. Zonder gezicht – 2:44

## Successo commerciale
La canzone ha ottenuto un modesto successo nei Paesi Bassi, raggiungendo la 37ª posizione nella classifica Single Top 100 e rimanendo in classifica per quattro settimane consecutive. Tuttavia non è riuscita a entrare nella Top 40, fermandosi al quinto posto della Tipparade.
Inoltre è stata nominata 3FM Megahit da NPO 3FM e ha raggiunto il primo posto nella classifica Song van het Jaar 2022 di 3voor12.

## Classifiche

### Classifiche settimanali
| Classifica (2022) | Posizione massima |
| ----------------- | ----------------- |
| Paesi Bassi       | 37                |